# Ángel Duerto Oteo
Ángel Duerto Oteo (Zaragoza, 1 de abril de 1932 - 10 de mayo de 2013) fue un fotógrafo español. Ejerció como noveno presidente de la Real Sociedad Fotográfica de Zaragoza, se le puede considerar como el fotógrafo aragonés más premiado y en segunda posición a nivel nacional. Algunos también le consideran como precursor de la fotografía contemporánea y uno de los mejores y más singulares fotógrafos de fotografía de naturaleza.

## Biografía

### Trayectoria profesional
A los 13 años de edad entró como aprendiz en el Estudio Fotográfico de Gil Bello, sito en el Coso zaragozano y especializado en fotografía de retrato para las Cédulas Personales de Identificación (el DNI todavía no existía), retratos de instituciones escolares y en reportajes urbanos y del mundo rural.
En 1946, inició oficialmente su actividad profesional de forma muy temprana en el campo de las Artes Gráficas, bajo la protección de su tío Agustín Segura. Éste que se había formado en Barcelona con los pioneros del fotograbado de primeros del siglo XX, fue uno de los primeros fotógrafos profesionales de España especializado en Fotomecánica y Selección de Color y tras finalizar la guerra civil en Zaragoza contactó con los Hermanos Maristas fundadores de la Editorial Luis Vives. Cuando éstos procedieron a la creación de los nuevos Talleres Gráficos en la capital aragonesa, le encomendaron la responsabilidad de dirigir la sección de Fotografía y Fotograbado y allí es donde Ángel aprendió junto a su tío los secretos del oficio, primero como fotógrafo y después como fotograbador. Eran años de posguerra, restricciones y escasez, pero todo ello le sirvió para iniciarse y alcanzar el dominio de la técnica de varios procedimientos antiguos, como por ejemplo el del Colodión Húmedo, que aunque ya se consideraban obsoletos y superados por las modernas películas con emulsión de gelatino-bromuro de plata, los siguieron utilizando durante varios años por las razones antes aludidas. (Éste es un dato de especial relevancia histórica con el que Duerto sorprendió a muchos estudiosos del tema, pues son incontables los especialistas en Historia de la Fotografía que han cifrado la desaparición del colodión muchos años antes, pero la realidad es que en España dentro de la Fotografía Aplicada el proceso pervivió hasta bien entrados los años cincuenta, es decir más de un siglo desde que Frederick Scott Archer lo inventara en 1851.) Era tal el interés que mostraba por el perfeccionamiento en su oficio y en otras disciplinas gráficas paralelas, que después de interminables jornadas de trabajo, aún sacaba tiempo para quedarse más horas por las tardes y junto a otros compañeros recibir las enseñanzas sobre Litografía y Retoque que de forma altruista y desinteresada les daba D. Miguel Prats i Bujons, uno de los pocos "civiles" catalanes que huyendo de la guerra civil, recaló en Zaragoza junto a los Hermanos Maristas y a quien Duerto siempre consideró su verdadero maestro en el oficio. De forma similar a lo que pasó con el proceso del colodión húmedo, la Litografía clásica sobre piedra litográfica estaba ya en desuso, pues ya se habían inventado las planchas de zinc y de aluminio que la sustituyeron paulatinamente, éstas planchas ya se utilizaban en la editorial, pero Miguel Prats que era un consumado maestro de la técnica clásica, se empeñó en enseñarles las viejas técnicas: el proceso litográfico a colores (Cromolitografía), el retoque directo a buril sobre piedra, el retoque químico en película de tono continuo y tramada, el uso de máscaras y reservas, etc. (éstos serían la base para su posterior especialización como Retocador de Offset), aprovechando la circunstancia de que por entonces se estaba llevando a cabo la impresión del Atlas Universal y de España, que saldría a la luz en los talleres de la editorial hacia 1950 y que fue durante varias décadas uno de los libros más valorados de Edelvives.
Después de aproximadamente 20 años de labor profesional en la editorial y al poco tiempo de fundar Alberto de Sola Asensio su empresa de fotomecánica Artesanía Fotográfica, Duerto se fue con de Sola, y comenzaron juntos una de las más brillantes etapas de las artes gráficas dentro el contexto nacional. El auge del color invadió la fotografía y por ende, también el mundo gráfico y el de la publicidad, a la vez se produjo el apogeo del offset como sistema de impresión a color  generalizado y así la figura del retocador se convirtió en la piedra angular del oficio, como especialista en el retoque de color (aún faltaban muchos años hasta llegar al Photoshop). Tuvo el privilegio de ser uno de los primeros profesionales del país en tratar selecciones de color opto-electrónicas dado que allí aterrizó desde la capital catalana José Navarro, uno de los primeros fotógrafos especialistas como técnico operador de scanner de España y el Crosfield Magnascan 460 el primer scanner que llegó a Aragón. Ángel Duerto permaneció ligado a Artesanía Fotográfica unos 25 años.
Al final de la década de los ochenta, tomó la decisión de "cambiar de aires" y después de llegar a un acuerdo con Paco Royo, gerente de Luz y Arte (el otro gran taller de fotograbado de Zaragoza), fundaron una nueva empresa al albor de las nuevas tecnologías digitales, denominada Brut Scanner. Allí culminó su trayectoria profesional después de más de medio siglo de actividad ininterrumpida en el mundo de las Artes Gráficas, en las que destacó como maestro de varias generaciones y en diferentes especialidades.

### Trayectoria artística
En el mundo de la fotografía artística comenzó de forma autodidacta, primero ensayó con una cámara de cajón de 9x12 cm, después durante el servicio militar, hizo algunas de sus primeras fotografías con las dos cámaras que le prestó su tío Agustín Segura (una de placas de 6x9 cm y otra "paso universal", la alemana Balda de 1938). Posteriormente y dada la relación fraternal y profesional que le unía con Alberto de Sola, utilizó la primera cámara de formato medio 6x6 cm, una Rolleiflex que le prestó el padre de éste, D. Alberto de Sola Cerdán, por entonces Director Técnico de la Editorial Luis Vives.
En la segunda mitad de la década de los cincuenta comenzó a participar en alguno de los primeros certámenes locales y regionales de Fotografía y después de lograr que le seleccionaran alguna obra y obtener alguna mención, tomó contacto con otros artistas. En 1959, compró su primera cámara a otro joven zaragozano, más conocido por aquel entonces como cineasta que como fotógrafo, José Antonio Duce. Era una Akarette equipada con un Xenar de 50 mm., que a su vez también había sido la primera cámara del propio Duce; con el tiempo otro de los grandes maestros de la fotografía aragonesa y que también sería presidente de la RSFZ. Sin embargo no fue hasta 1967 cuando ingresó como socio de número en la RSZF, cuando la presidía Lorenzo Almarza y ejercía de secretario Joaquín Gil Marraco con el que mantuvo una gran amistad a lo largo de muchos años. Con el tiempo y tras desempeñar diferentes cargos en la Real Sociedad Fotográfica de Zaragoza, fue nombrado  Presidente, cargo que ejerció durante 1977 y 1979, y en 1981 le concedieron la Insignia de Oro de dicha Real Sociedad.
Realizó en 1982, junto con otros autores aragoneses, la selección y recopilación del libro "Fotografía Aragonesa: una visión de la década de los setenta" que, abarca la fotografía más destacada de la región en ese periodo. Personalmente ejecutó la dirección técnica gráfica y editorial del libro.
En 1986 fundó el zaragozano Grupo Cierzo, conjunto de varios artistas fotógrafos de la ciudad, que se aglutinaron en torno a su figura, manteniendo reuniones y encuentros paralelos a los ya existentes en la Real Sociedad Fotográfica y cultivando ciertos criterios y características comunes a los miembros del grupo, pero siempre manteniendo cada uno de ellos su propio estilo formal y personalidad creativa. Realizaron exposiciones conjuntas en diferentes salas de arte locales y regionales y por varias ciudades importantes de la geografía española, editaron también algún folleto y una cuidada edición de postales en estuche, con excelentes reproducciones en 'falso bitono' de sus obras en blanco y negro, y un preámbulo de textos del prestigioso historiador del Arte Alfredo Romero Santamaría. La dirección y ejecución gráfica del proyecto la llevó a cabo Duerto personalmente. Los otros miembros integrantes del grupo que se unieron a Ángel Duerto en la creación del mismo, fueron: Francisco Albalá, José Luis Marín, José Luis Mur y Luis Polo.
Fue socio de honor de varias asociaciones de fotografía, y además tiene obras expuestas en varios museos.
En los últimos años, estuvo viviendo 'a caballo' entre la ciudad de Barcelona y la localidad costera tarraconense de Cunit, a cuya Asociación Fotográfica local pertenecía y en la que fue muy admirado y querido por todos sus miembros.
A pesar de que su salud había atravesado por momentos delicados en su última etapa, después de un periodo de cierta estabilidad y mejoría de su enfermedad, falleció de forma repentina el 10 de mayo de 2013 en su ciudad natal, Zaragoza

## Obra
En su obra retocaba y trabajaba los negativos o las diapositivas con máscaras y retoques analógicos, antes de positivar definitivamente en papel, ya que el casi nunca retocaba los positivos.
En los paisajes, suele tener una zona con el color más contrastado y su tratamiento, incluyendo el formal, se aleja de la realidad para crear un mundo propio sin pérdida de verosimilitud.  El bosque adquiere un impensable magicismo lleno de sensaciones y el color, fundamental en este artista, se manifiesta fuera de la realidad para multiplicar la belleza, las sensaciones aludidas, de todo el espacio.
En 1960 presentó una Abstracción en el Salón Internacional de Zaragoza.
Su obra de los setenta,  se caracteriza por el blanco y negro, y una supresión de los elernentos formales y por una distorsión de las figuras, lo cual se aprecia, por ejemplo, en los retratos. El paisaje, que adquiere una singular belleza, también puede distorsionarse. El blanco y el negro, muy contrastados, y los grises, sirven para crear una especial atmósfera: serenidad y quietud, intriga. Sus primeros planos estallan cuando trabaja el paisaje, mientras que para otros temas el asunto primordial, situado en un primer plano, adquiere diversas connotaciones con las atractivas abstracciones de los fondos.
La colección Dos por Dos, de 1981, es un diáfano ejemplo de su imaginación, mediante la mezcla de formas inventadas, palomas por doquier y misteriosos edificios. Si la distorsión y la supresión de elementos formales son muy propios de la pintura, su obra en color también sugiere matices pictóricos. 
Desde los ochenta trabaja cinco series, o colecciones según las define su autor, Monegros, 1980, y El Camino, 1983, aludiendo al itinerario del ser humano desde que nace, son en blanco y negro, mientras que De Natura, 1985, y Natura-(L)-Mente, 1988, son en color.

### Exposiciones individuales
- "Dos por Dos", Real Sociedad Fotográfica de Zaragoza (1981)
- "Ángel Duerto - Fotografías", Galería Spectrum, Zaragoza (1982)
- "Ángel Duerto", Galería de Arte de la Caja de Ahorros Provincial de Tarragona (1983)
- "Dos por Dos", Sala de Exposiciones de la Caja de Ahorros Municipal de Burgos (1984)
- "Cosmos", Galería de Arte "AFOCO", Córdoba (1984)
- "...de NATURA", Sala Municipal de Exposiciones "Pablo Gargallo", Zaragoza (1984-1985)
- "Fotografías", Sala de Exposiciones del Centro Aragonés, Valencia (1990)
- "NaturaLmente", Casa de la Cultura - Museo de Mas de las Matas, Teruel (2003)
- "4D Los Duerto", Sala de Exposiciones del "Centro Cultural del Matadero", Huesca (2009)*
- "NaturaLmente", "Rincón del Gato" de la Escuela Oficial de Idiomas n.º 1, Zaragoza (2010)
- "NaturaLmente", Sala de Exposiciones del Centro Cívico "Cal Cego" de Cunit, Tarragona (2010)

### Exposiciones colectivas
- XVII Exposición Nacional de Fotografía, Club Deportivo Bilbao (1959)
- I Exposición Nacional de Fotografía, Excmo Ayuntamiento de la Seo de Urgell (1960)
- V Exposición Nacional de Fotografía, Círculo Artístico de Tortosa (1960)
- I Muestra Nacional de Fotografía, Fotomostra ILTIRDA'80, Lérida (1980)
- III Salón Nacional de Fotografía Artística, Institución "Marqués de Santillana", Guadalajara (1982)
- 9è Trofeu Vila de Cambrils, Concurs Estatal de Fotografia, Tarragona (1984)
- 33 Salón de Navidad Internacional de Fotografía, Caja de Ahorros de Asturias, Oviedo (1985)
- I Salón Nacional de Fotografía, Fundación "Germán Sánchez Ruipérez", Salamanca (1985)
- Salón Nacional de Fotografía Artística, Institución "Marqués de Santillana", Guadalajara (1986)
- II Premio Isabel de Portugal, Institución "Fernando el Católico", Palacio de Sástago, Zaragoza (1987)
- IV Mostra Estatal d'Art Fotogràfic Contemporani, XXX Medalla Gaudí, Barcelona (1990)
- V Salón Nacional de Fotografía, Patronato de Cultura de la Excma. Diputación Provincial, Jaén (1992)
- Mostra de Fotografia Estatal, Fundación Caixa de Barcelona, Barcelona (1986)

## Premios y reconocimientos
Su obra es reconocida y galardonada en multitud de certámenes y exposiciones, habiendo conseguido más de 300 Premios Nacionales, de los cuales más de 25 son de Honor y más de 50 primeros premios.
Ha cosechado a su vez varias menciones Internacionales, con medalla en Calcuta (India) y Zadar (Yugoslavia).
Algunos de ellos son:

### Premios
- Primer Premio de la Real Sociedad Económica Aragonesa de Amigos del País, Zaragoza, 1959
- Primer Premio del I Salón Nacional de Fotografía Artística "Nª Sra. de Fátima", Madrid, 1959
- Premio "Perutz" del V Concurso "Zaragoza Ciudad y Provincia", Institución Fernando el Católico, 1962
- Primer Premio "Excelentísimo y Magnífico Sr. Rector de la Universidad de Zaragoza", 1963
- Premio de Honor de la Cámara Oficial de Comercio e Industria de Zaragoza, 1965
- Primer Premio "Excelentísimo Ayuntamiento de Caspe", 1965
- Premio de Honor del Centro Mercantil, Industrial y Agrícola de Zaragoza, 1971
- Premio Nacional "Excelentísimo Ministro de Información y Turismo", Madrid, 1973
- Segundo Premio Nacional de Secuencias Fotográficas "Folla de Carballo", Lugo, 1975
- Premio de Honor "Concurso Nacional de Fotografía de Semana Santa" Hijar, 1976
- Primer Premio "Excelentísimo Ayuntamiento de la Villa de Ejea", 1978
- Tercer Premio Nacional "Excelentísimo Ayuntamiento de la Ciudad de Cádiz", 1980
- Premio "I Centenario del Nacimiento de Picasso" del "Excelentísimo Ayuntamiento de Málaga", 1981
- Primer Premio Nacional "Excelentísimo Ayuntamiento Villa de Getafe", 1981
- Tercer Premi Lliure del Concurso Nacional "Villa de Sallent", Barcelona, 1982
- Primer Premio del III Salón Nacional de Autor "Libre Expresión", Villa de Puerto Real, Cádiz 1982
- Premio de Honor "Cesar Augusto" de la Imperial Tarraco, Tarragona, 1982
- Tercer Premio de Concurso Nacional de Fotografía de Aspe, Alicante, 1983
- Primer Premio Nacional "Perla del Mediterráneo" de la Ciudad Autónoma de Ceuta, 1984
- Segundo Premio Nacional "Vila de Canals", 1985
- Tercer Premio Nacional "Perla del Mediterráneo" de la Ciudad Autónoma de Ceuta, 1985
- Premio de Honor 'Excelentísimo Ayuntamiento de Zaragoza'
- Premio de Honor 'Excelentísima Diputación Provincial de Zaragoza'
- Premio 'Santa Isabel de Aragón, Reina de Portugal' de Fotografía, 1987
- PREMIO NACIONAL DE FOTOGRAFÍA 1996 (Confederación Española de Fotografía)

### Reconocimientos
- Insignia de Oro de la Real Sociedad Fotográfica de Zaragoza, 1981
- Medalla de Oro en el IV Centenario de la Universidad de Zaragoza, 1983
- Mención de Honor como Jurat Qualificador del II Saló Estatal de Fotografia, Tarragona,
- Socio de Honor del Colectivo Artymagen, 1988
- Insignia de Oro de la Confederación Española de Fotografía, 1993
- Jurado Diplomado Internacional de la Real Sociedad Fotográfica de Zaragoza, 1994
- Nominación para el Premio Nacional de Fotografía, Córdoba 1994